# Shelfordia rugifrons
Shelfordia rugifrons är en stekelart som först beskrevs av Smith 1858.  Shelfordia rugifrons ingår i släktet Shelfordia och familjen bracksteklar. Inga underarter finns listade i Catalogue of Life.